# Juice=Juice

## Historia
2013: Formación y Gran Debut
El 3 de febrero, durante el Hello! Project Tanjou 15 Shuunen Kinen Live 2013 Fuyu ~Bravo!~ show en Fukuoka, Juice=Juice fue anunciado como una nueva unidad, compuesta por Miyazaki Yuka , Kanazawa Tomoko , Takagi Sayuki , Otsuka Aina , Miyamoto Karin y Uemura Akari , con cada miembro representando una fruta. [2] La unidad no tuvo nombre hasta el 25 de febrero, cuando se revelaron el nombre y los colores de los miembros.
El 2 de marzo, Juice=Juice hizo su debut como grupo en el Hello! Project Haru no Dai Kansha Hinamatsuri Festival 2013 , donde también anunciaron e interpretaron su primer sencillo indie " Watashi ga Iu Mae ni Dakishimenakya ne ". Su primer sencillo indie fue prelanzado el 31 de marzo con respecto a Hello Pro Kenshuusei Happyoukai 2013 ~3gatsu no Nama Tamago Show!~ . El sencillo tuvo un lanzamiento general el 3 de abril de 2013 y alcanzó el puesto 25 en las listas semanales de Oricon, vendiendo 2275 en su semana de debut. 
Del 16 de marzo al 21 de mayo, Juice=Juice fue el acto de apertura de partes del Morning Musume Concert Tour 2013 Haru Michishige☆Eleven SOUL ~Tanaka Reina Sotsugyou Kinen Special~ . El 20 de abril, fueron los teloneros del día de apertura de ℃-ute Concert Tour 2013 Haru ~Treasure Box~ en la prefectura de Kanagawa.
El 5 de mayo, actuaron y prelanzaron su segundo sencillo indie " Samidare Bijo ga Samidareru " en el evento Hello Pro Kenshuusei Happyoukai 2013 ~Haru no Koukai Jitsuryoku Shindan Test~ . Después del evento de Kenshuusei, Juice=Juice tuvo su primer evento de club de aficionados en Nakano Sun Plaza ese mismo día.  " Samidare Bijo ga Samidareru " más tarde tuvo un lanzamiento general adecuado el 12 de junio.
El 19 de mayo, se anunció durante Hello! Project Yaon Premium Live ~Soto Fest~ que Hello Pro Kenshuusei lanzaría su segundo sencillo indie titulado " Ten Made Nobore! " el 8 de junio con Juice=Juice. El sencillo se cuenta oficialmente como el tercer sencillo indie de Juice=Juice. Juice=Juice y Hello Pro Kenshuusei tuvieron un evento de lanzamiento del sencillo el 13 de junio. 
El 13 de junio se anunció el gran debut del grupo para el verano de 2013, con el sencillo " Romance no Tochuu ". El mismo día, Miyazaki Yuka fue anunciada como líder del grupo, mientras que Kanazawa Tomoko como sublíder. También cambiaron las etiquetas de UP-FRONT WORKS a hachama .
El 5 de julio, se anunció que Otsuka Aina se había retirado tanto de Hello Pro Kenshuusei como de Juice=Juice debido a problemas contractuales con su familia. Juice=Juice reanudó sus actividades como un grupo de 5 miembros.
Como un grupo nuevo y fresco, Juice=Juice participó en varios espectáculos y eventos: UmiFesta OGA Song el 14 de julio, Harajuku Dream JOL Festa el 30 de julio, BAYLINE GO! ¡IR! programa de radio el 7 de agosto de [18] ¡Ponikyan de Pony Canyon! Idol Club Thanksgiving ~Rival no Rival wa Idol~ el 1 de septiembre, Idol Festival de otoño de 2013 de Nagoya TV el 29 de septiembre. 
El 9 de agosto, Juice=Juice comenzó su mini gira en vivo titulada Juice=Juice Fresh Festival 2013. La gira concluyó el 28 de agosto. El 21 de agosto, Juice=Juice realizó un evento de club de aficionados titulado Juice=Juice Ouen Kikaku 2013.8 ~Miracle x Juice x Box~ en Tokio.
Juice=Juice fue el acto de apertura del ℃-ute Budokan Concert 2013 "Queen of J-POP ~Tadori Tsuita Onna Senshi~" el 9 y 10 de septiembre.Juice=Juice también tuvo eventos de apretón de manos antes de las presentaciones del concierto de Budokan.
El 11 de septiembre, se lanzó su sencillo debut, " Romance no Tochuu / Watashi ga Iu Mae ni Dakishimenakya ne (MEMORIAL EDIT) / Samidare Bijo ga Samidareru (MEMORIAL EDIT) ". El sencillo debutó en el puesto número 2 en las listas semanales de Oricon con 37.213 copias vendidas.
El 3 de octubre, Juice=Juice comenzó a transmitir su primer programa de radio regular titulado We are Juice=Juice en bayFM.
Del 12 de octubre al 17 de noviembre, Berryz Koubou y Juice=Juice se presentaron en una gira conjunta en vivo, titulada Naruchika 2013 Aki Berryz Koubou x Juice=Juice.
El 22 de noviembre, se anunció que Juice=Juice ganó un Premio al Nuevo Artista y fueron nominados al Premio al Mejor Artista Nuevo en los 55th Japan Record Awards. El evento tuvo lugar el 30 de diciembre, pero no ganaron.
El 5 de diciembre, Juice=Juice lanzó su segundo sencillo " Ijiwaru Shinai de Dakishimete yo/Hajimete wo Keiken-chuu ". Se convirtió en su sencillo más vendido con 45.834 copias vendidas.
2014
El 27 de febrero, Juice=Juice lanzó su primer fotolibro grupal titulado Juice=Juice 1st OFICIAL PHOTO BOOK .
El 19 de marzo, Juice=Juice lanzó su tercer sencillo, " Hadaka no Hadaka no Hadaka no KISS / Are Kore Shitai! ".
El 21 de marzo, se anunció la primera gira en vivo en solitario de Juice=Juice, Juice=Juice First Live Tour 2014 News=News ~Kakuchi yori Otodoke Shimasu!~ . La gira comenzó el 13 de junio y concluyó en diciembre.
El 24 y 25 de mayo, Juice=Juice realizó su primera gira de clubes de aficionados titulada Juice=Juice 1st Fanclub Tour ~Miracle×Juice×Bus~ en Yamanashi .
El 30 de julio, Juice=Juice lanzó su cuarto sencillo, titulado " Black Butterfly / Kaze ni Fukarete ". 
El 23 de septiembre, Juice=Juice actuó en PINK!SS & Kopinks! Especial Live 2014 ~Uso Mitai na Kyou~. 
El 1 de octubre, Juice=Juice lanzó su quinto sencillo, titulado " Senobi / Date ja nai yo Uchi no Jinsei wa ".
El 8 de noviembre, Juice=Juice se presentó en el estadio Ajinomoto. La exmiembro de Morning Musume Fujimoto Miki y su hijo Toranosuke fueron a ver la actuación de Juice=Juice. 
Del 19 al 24 de noviembre, Juice=Juice protagonizó su primer musical Koisuru Hello Kitty .
2015
El 8 de abril, Juice=Juice lanzó su sexto sencillo, titulado " Wonderful World / Ça va? Ça va? ". Fue su primer sencillo en alcanzar el número 1 en la lista semanal de Oricon, así como su primer sencillo que no fue producido por Tsunku .
El 2 de mayo, durante el concierto inaugural de Juice=Juice First Live Tour 2015 ~Special Juice~ en Nakano Sun Plaza, Juice=Juice anunció su primer álbum de estudio First Squeeze! se lanzaría el 15 de julio. También anunciaron su objetivo de actuar en el Nippon Budokan en 2016 y su plan para alcanzarlo realizando 220 espectáculos en todo Japón.
El 30 de mayo, Juice=Juice fue invitado a actuar en el evento en vivo @ JAM 2015.
El 21 de junio, Juice=Juice comenzó su objetivo de realizar 220 espectáculos para el otoño de 2016 con la gira de conciertos Juice=Juice LIVE MISSION 220 ~Code1→Begin to Run~ .
El 8 de octubre, se anunció que Juice=Juice protagonizaría un drama de Fuji TV de 2016 titulado Budokan sobre una unidad ficticia de ídolos de 5 miembros llamada NEXT YOU . Durante la producción del programa, que comenzó en noviembre, muchas de las vidas, eventos y apariciones de Juice=Juice fueron como NEXT YOU.
2016
El 3 de febrero, Juice=Juice lanzó su séptimo sencillo, y el primero como NEXT YOU , titulado " Next you! / Karada Dake ga Otona ni Nattan ja nai ".
El 6 de febrero, el primer drama televisivo de Juice=Juice, Budokan, se estrenó en Fuji TV. ¡Otra versión, con episodios más largos de 15 minutos del drama, se estrenó en BS SKY PerfectTV! el 10 de febrero
El 12 de marzo, Juice=Juice actuó en PINK!SS & Kopinks! Last Live 2016 MOMENTO recuerdos/memorizar.
El 4 de mayo, se anunció a través de un video, durante Juice=Juice LIVE MISSION 220 ~Code3 Special→Growing Up!~ en Nakano Sun Plaza y en Hello! Project Station , que Juice=Juice realizaría su primer concierto en Nippon Budokan el 7 de noviembre después de completar 220 shows como parte del proyecto LIVE MISSION 220.
El 26 de octubre, Juice=Juice lanzó su octavo sencillo, " Dream Road ~Kokoro ga Odoridashiteru~ / KEEP ON Joshou Shikou!! / Ashita Yarou wa Bakayarou ".
2017
El 11 y 12 de marzo, Juice=Juice realizó su segunda gira de clubes de aficionados, Juice=Juice Fanclub Tour ~Miracle×Juice×Bus 2~ en Izu .
El 26 de abril, Juice=Juice lanzó su noveno sencillo " Jidanda Dance / Feel! Kanjiru yo ".
El 19 de mayo, Juice=Juice lanzó la canción digital " Goal ~Ashita wa Acchi da yo~ ".
El 16 de junio, lanzaron otra canción digital " Jouro ".
El 26 de junio se anunció a través de un episodio especial de Hello! Project Station que Dambara Ruru y Yanagawa Nanami , como miembro concurrente de Country Girls , se han unido a Juice=Juice como nuevos miembros y comenzarían actividades en el grupo en Hello! Gira de conciertos Project 2017 SUMMER [38] [39] [40] y Juice=Juice LIVE AROUND 2017 ~Seven Horizon~ .
El 23 de agosto, Juice=Juice lanzó su primer sencillo digital " Fiesta! Fiesta! ".
2018
El 18 de abril, Juice=Juice lanzó su décimo sencillo, " SEXY SEXY / Naite Ii yo / Vivid Midnight ".
El 13 de junio, se reveló que Inaba Manaka se había unido a Juice=Juice como nuevo miembro y comenzaría sus actividades con el grupo en Hello! Proyecto 20 Aniversario!! ¡Hola! Proyecto gira de conciertos de VERANO 2018.
El 1 de agosto lanzaron su segundo álbum de estudio Juice=Juice#2 -¡Una más!- .
El 2 de noviembre, Yanagawa Nanami anunció que se graduaría del grupo y Hello! Proyecto en marzo de 2019.
El 21 de diciembre, la líder Miyazaki Yuka anunció que había decidido graduarse de Juice=Juice y Hello! Proyecto al final de su gira de primavera de 2019.
2019
El 13 de febrero, Juice=Juice lanzó su undécimo sencillo y el último de Yanagawa Nanami , titulado " Bitansan / Potsuri to / Good bye & Good luck! ".
El 11 de marzo, Yanagawa se graduó de Hello! Proyecto en el Juice=Juice & Country Girls LIVE ~Yanagawa Nanami Sotsugyou Special~ en Zepp Tokyo.
El 22 de marzo, se anunció que Juice=Juice fue designado patrocinador oficial del concurso Aidorisai 2019 ~Idol Matsuri~ junto con ANGERME , Up Up Girls (Kakko Kari) , The World Standard y Chuning Candy.
El 5 de junio, lanzaron su duodécimo sencillo y el último de Miyazaki Yuka , titulado " 'Hitori de Ikiraresou' tte Sore tte Nee, Homete Iru no? / 25sai Eien Setsu ".
El 12 de junio, se anunció en el episodio 293 de Hello! Project Station que Kanazawa Tomoko fue elegido como el nuevo líder y Takagi Sayuki como el nuevo sublíder luego de la graduación de Miyazaki Yuka el 17 de junio . [50] [51] Miyazaki también anunció que los nuevos miembros de Hello Pro Kenshuusei se unirán al grupo y serán revelados en el canal oficial de YouTube del grupo el 14 de junio a las 9:00 PM JST.
El 14 de junio, se reveló que el miembro de Hello Pro Kenshuusei Hokkaido , Kudo Yume , y el miembro de Hello Pro Kenshuusei, Matsunaga Riai , se han unido a Juice=Juice como nuevos miembros. Tuvieron su primera presentación en el escenario como miembros del grupo en el concierto de graduación de Miyazaki Yuka, y también fueron presentados en el escenario durante Hello! Gira de conciertos Project 2019 SUMMER a partir del 13 de julio.
El 17 de junio, Miyazaki Yuka se graduó de Juice=Juice y Hello! Proyecto en la GIRA DE CONCIERTOS Hello Pro Premium Juice=Juice 2019 ~JuiceFull!!!!!!!~ FINAL Miyazaki Yuka Sotsugyou Special en Nippon Budokan.
El 4 de agosto, Juice=Juice se presentó en rockin'on presents ROCK IN JAPAN FESTIVAL 2019 en el BUZZ STAGE.
Desde el 3 de noviembre, Juice=Juice apareció como ellos mismos en el drama Yuganda Hamon de NHK BS Premium , que tiene un personaje central que es fanático del grupo.
El 29 de diciembre, actuaron en rockin'on presents COUNTDOWN JAPAN 19/20 celebrado en Makuhari Messe.
2020: Rei Inoue transferida, graduación de Karin Miyamoto
El 10 de febrero, Karin anunció su graduación de Juice=Juice al final de la gira de primavera para comenzar una carrera como solista. También se anunció que el grupo lanzaría un nuevo sencillo el 1 de abril titulado "Pop Music / Suki tte Itte yo".
El 30 de marzo , el grupo Kobushi Factory se disolvio con un concierto sin público pero transmitido por televisión, todas las miembros se graduaron de Hello! Project, a excepción de Rei Inoue, que decidió continuar en Hello! Project, el 1 de abril, en un stream promocional de su 13° sencillo fue anunciada que Inoue fue transferida a Juice=Juice, y sus actividades se iniciarían después de la graduación de Karin Miyamoto
El 21 de abril, se anunció que las graduaciones de Funaki Musubu y Miyamoto Karin programadas para junio de 2020 se pospondrían para una fecha posterior debido a la declaración de emergencia del gobierno luego de que la propagación del COVID-19 empeorara. Ambas declararon que querían graduarse frente a una audiencia, y por eso tomaron la decisión de posponer sus graduaciones.
El 23 de octubre, se anunció la reprogramación del concierto de graduación de Karin para el 10 de diciembre en el Nippon Budokan.
2021: Debut de Rei, Sayuki se retira, nuevas integrantes y salida de Tomoko
El 20 de enero, se anunció a través de Hello! Project Station y el website de Hello! Project en el que Juice=Juice y Tsubaki Factory realizarían una audición conjunta para nuevos miembros. La audición se abrió a los solicitantes el 22 de enero y el período de solicitud finalizaría el 1 de marzo. Se abrió un sitio web de audición el 22 de enero con más detalles.
El 11 de febrero, la revista Shunkan Bunshun reposto la noticia de que Sayuki Takagi se encontraba en una relación, para el 12 de febrero la Up-front aunció que Sayuki en respuesta terminó sus actividades en Juice=Juice y se retiró de Hello! Project, pero se mantendria en la agencía. El 31 de marzo terminó su contrato.
El 28 de abril, el grupo lanzó su sencillo número 14, "DOWN TOWN / Ganbarenai yo". Este tema daría debut a Rei Inoue, originalmente este sencillo incluyó a Sayuki y se iba a lanzar el 24 de marzo, pero después del escándalo y retiro de Sayuki, se volvió a grabar los temas y se reprogramo para el 28 de abril.
El 7 de julio, se anunció en Hello! Project Station que Risa Irie, y los miembros de Hello Pro Kenshuusei Ichika Arisawa y Kisaki Ebata se han unido al grupo como nuevos miembros con resultado de ganadoras de la audicion.
El 6 de octubre, Tomoko Kanazawa anunció su graduación del grupo, Tomoko quien fue diagnosticada con Endometriosis en 2016, compartió que su condición física aún es inestable debido a los síntomas de su endometriosis y quiere concentrarse en el tratamiento, lo que la llevó a decidir graduarse. Aunque originalmente no tenía intención de graduarse en este momento, Kanazawa quería graduarse del grupo en el próximo concierto en el Yokohama Arena y luego de una mejora de su salud, la agencia respetó su decisión y el concierto, que ya fue anunciado, será su concierto de graduación.
El 24 de noviembre, el grupo realizó su primer concierto en el Yokohama Arena, sería el debut de las nuevas integrantes, a la vez que también fue la graduación de Tomoko. El 22 de diciembre, se lanzaría su sencillo "Plastic Love / Familia / Future Smile", "Plastic Love" es un cover de la popular canción de Mariya Takeuchi. Y el 31 de diciembre durante el concierto de año nuevo de Hello! Project, Ruru Danbara y Manaka Inaba como las sublideres del grupo.
2022
El 2 de enero, se anunció en el Hello! Project 2022 Winter ~LOVE & PEACE~ y el Hello! Sitio web del proyecto en el que Juice=Juice y Morning Musume realizarían una audición conjunta para nuevos miembros titulada ¡Hola! Proyecto "Morning Musume '22" "Juice=Juice" Audición de miembros de Goudou Shin . La audición se abrió a los solicitantes el 2 de enero y el período de solicitud finalizaría el 9 de febrero. También se abrió un sitio web de audición el mismo día con más detalles.
El 18 de marzo, Inaba Manaka anunció que se graduaría de Juice=Juice y Hello! Project el 30 de mayo en el concierto final del Hello! Project 2022 Spring CIRCUITO DE LA CIUDAD Juice=Juice GIRA DE CONCIERTOS ~terzo~ en Nippon Budokan.
El 20 de abril, Juice=Juice lanzó su tercer álbum de estudio, terzo .
El 29 de junio, se anunció a través de ¡ Hola! Proyecto Estación que ¡Hola! El proyecto "Morning Musume '22" "Juice=Juice" Goudou Shin, miembro ganador de la audición Endo Akari , y el miembro de Hello Pro Kenshuusei, Ishiyama Sakura, se han unido al grupo como nuevos miembros.
El 23 de noviembre, el grupo lanzó su sencillo número 16, " Zenbu Kakete GO!! / Eeny Meeny Miny Moe ~Koi no Rival Sengen~ ". Es su primer lanzamiento que presenta a los nuevos miembros Ishiyama Sakura y Endo Akari.
El 28 de noviembre, se anunció que los miembros Uemura Akari , Dambara Ruru , Arisawa Ichika , Ebata Kisaki y Endo Akari fueron diagnosticados con COVID-19 . Uemura reportó síntomas el 26, Dambara, Ebata y Endo reportaron síntomas el 27, y Arisawa comenzó a sentirse mal al amanecer del 28. Cada uno se hizo una prueba PCR y dio positivo. Como resultado, la GIRA DE CONCIERTOS de Juice=Juice ~final: nouvelle vague~ programada para el 29 de noviembre fue cancelada. [76] El 29 de noviembre, se anunció que Kudo Yume e Ishiyama Sakura también habían dado positivo por COVID-19.
2023
El 23 de mayo, se anunció que el miembro de Hello Pro Kenshuusei, Kawashima Mifu , se unió al grupo como nuevo miembro. Ella será presentada formalmente al público en la GIRA DE CONCIERTOS DEL 10.º ANIVERSARIO de Juice=Juice ~10th Juice en BUDOKAN~ el 29 de mayo.
El 12 de julio, el grupo lanzará su sencillo número 17.

## Origen del nombre
Juice = Juice fue nombrado por Tsunku. Según él, el concepto Juice = Juice debería ser genial y sexy. Lo nombró con la esperanza de que fuera una unidad fresca y llena de personalidad para siempre. Aun así, el hecho de que no lo es infantil brillante y alegre, es un buen tramo mientras madura, para enfriar, y puede producir una sensación de juventud chisporroteante.

## Miembros
Actuales
| Nombre          | Nombre en japonés | Año de unión | Color             | Fecha de nacimiento      | Prefectura | Información                            |
| --------------- | ----------------- | ------------ | ----------------- | ------------------------ | ---------- | -------------------------------------- |
| Ruru Dambara    | 段原瑠々          | 2017         | Naranja           | 7 de mayo de 2001        | Hiroshima  | Líder                                  |
| Yume Kudo       | 工藤由愛          | 2019         | Rosa              | 28 de septiembre de 2004 | Hokkaido   |                                        |
| Riai Matsunaga  | 松永里愛          | 2019         | Azul Real         | 7 de julio de 2005       | Osaka      |                                        |
| Rei Inoue       | 井上玲音          | 2020         | Blanco            | 17 de julio de 2001      | Tokio      | Sublíder, exmiembro de Kobushi Factory |
| Ichika Arisawa  | 有澤一華          | 2021         | Azul brillante    | 23 de diciembre de 2003  | Osaka      |                                        |
| Risa Irie       | 入江里咲          | 2021         | Púrpura brillante | 18 de octubre de 2005    | Chiba      |                                        |
| Kisaki Ebata    | 江端妃咲          | 2021         | Margarita         | 30 de enero de 2007      | Kyoto      |                                        |
| Sakura Ishiyama | 石山咲良          | 2022         | Púrpura           | 22 de febrero de 2004    | Tokio      |                                        |
| Akari Endo      | 遠藤彩加里        | 2022         | Verde menta       | 26 de abril de 2008      | Hokkaido   |                                        |
| Mifu Kawashima  | 遠藤彩加里        | 2023         | Rojo puro         | 13 de diciembre de 2007  | Kyoto      |                                        |
| Niina Hayashi   | 林仁愛            | 2025         | Verde             | 10 de junio de 2011      | Aichi      |                                        |

## Razones de su partida
- Aina Otsuka: El 5 de julio, se anunció que Otsuka se retiró de Hello Pro Kenshuusei y Juice=Juice debido a problemas con su contrato y su familia.[2]
- Nanami Yanagawa: El 2 de noviembre, Yanagawa anunció que se graduaría de Juice=Juice, Country Girls y Hello! Project en marzo de 2019 para continuar su educación, pero otros dicen que se fue porque no se sentía cómoda en J=J como en Country Girls.
- Yuuka Miyazaki: ella había asumido que quiso pasar por nuevas cosas.
- Karin Miyamoto: El 10 de febrero, se anunció que Miyamoto Karin se graduaría de Juice=Juice y Hello! Project el 3 de junio, al final de Juice=Juice CONCERT TOUR 2020 ~ Pop Juice Journey ~, para comenzar las actividades como solista. También estaba interesada en desafiarse a sí misma para convertirse en una solista que se enfoca tanto en el canto como en el baile.[3] Había estado pensando en su graduación desde el otoño de 2018 y estaba interesada en dedicarse al bricolaje y al diseño de interiores. Después de su graduación, está programada para comenzar sus actividades en solitario en el otoño de 2020.
- Sayuki Takagi: El 11 de febrero, la revista Shuukan Bunshun informó que Takagi estaba en una relación y vivía medio tiempo con el cantante Yuuri. El 12 de febrero, UP-FRONT PROMOTION anunció que Takagi decidió dejar Juice=Juice y Hello! Project, pero permanecerá firmada bajo la agencia, y sus actividades futuras se anunciarán después de las discusiones. También se anunció que no aparecería en futuras actividades programadas con el grupo a partir del 13 de febrero, pero el 31 de marzo, se anunció que Takagi decidió terminar su contrato con UP-FRONT PROMOTION.
- Tomoko Kanazawa: Anunció su graduación del grupo y Hello! Project el 6 de octubre del 2021 después de una pausa debido a un diagnóstico de endometriosis, este diagnóstico la llevó a graduarse para enfocarse en su tratamiento. Se graduó del grupo en un concierto llevado a cabo en el Yokohama Arena el 24 de noviembre. Finalmente, en 2022 se retiró de la industria del entretenimiento.
- Manaka Inaba: El 18 de marzo del 2022, Inaba anunció que se graduaría de Juice=Juice y Hello! Project el 30 de mayo en el concierto final del Juice=Juice CONCERT TOUR ~terzo~ en el Nippon Budokan. Inicialmente, Inaba comenzó a hablar de su graduación aproximadamente medio año antes de su anuncio. Después de muchas experiencias en Hello! Project durante los últimos 9 años, empezó a pensar en su futuro y a prepararse para lo que haría como persona. Luego de graduarse del grupo, pretende estudiar más sobre danza, y también está interesada en incursionar en el campo de la moda y la cosmética para ampliar su potencial. El 30 de mayo, Inaba se graduó de Juice=Juice y Hello! Project en el concierto Juice=Juice CONCERT TOUR ~terzo~ FINAL Inaba Manaka Sotsugyou Especial en el Nippon Budokan. Un día después, el 31 de mayo, lanzó digitalmente una versión de la canción "Moshimo...", que cantó durante el concierto.
- Akari Uemura: Anunció su graduación del grupo y Hello! Project el 16 de agosto de 2023. Su concierto de graduación se llevó en el Yokohama Arena el 14 de junio del 2024 siendo la última integrante fundadora del grupo en graduarse, cediendo el liderazgo del grupo a Ruru Dambara, y a Rei Inoue como sublíder.

## Discografía

### Sencillos

#### Indies
- Watashi ga Iu Mae ni Dakishimenakya ne
- Samidare Bijo ga Samidareru
- Ten Made Nobore! (Con Hello Pro Kenshuusei)

#### Mayores
- Romance no Tochuu / Watashi ga Iu Mae ni Dakishimenakya ne (MEMORIAL EDIT) / Samidare Bijo ga Samidareru (MEMORIAL EDIT)
- Ijiwaru Shinai de Dakishimete yo / Hajimete wo Keiken-chuu
- Hadaka no Hadaka no Hadaka no KISS / Are Kore Shitai!
- Black Butterfly / Kaze ni Fukarete
- Senobi / Date ja nai yo Uchi no Jinsei wa
- Wonderful World / Ça va ? Ça va ?
- Next is you! / Karada Dake ga Otona ni Nattan ja nai (NEXT YOU / Juice=Juice)
- Dream Road ~Kokoro ga Odoridashiteru~ / KEEP ON Joshou Shikou!! / Ashita Yarou wa Bakayarou
- Jidanda Dance / Feel! Kanjiru yo
- SEXY SEXY / Naite Ii yo / Vivid Midnight
- Bitansan / Potsuri to / Good bye & Good luck!
- "Hitori de Ikiraresou" tte Sore tte Nee, Homete Iru no? / 25sai Eien Setsu
- Pop Music / Suki tte Itte yo
- DOWN TOWN / Ganbarenai yo
- Future Smile / Familia / Plastic Love
- Zenbu Kakete GO!! / Eeny Meeny Miny Moe ~Koi no Rival Sengen~
- Pride Bright/ FUNKY FLUSHIN
- Tokyo Blur / Naimono Love / Oaiko
- Hatsukoi no Bourei / Kon'ya wa Hearty Party

#### Digitales
- Fiesta! Fiesta! (Canción de Juice=Juice)

#### Colaboración
- YEAH YEAH YEAH / Akogare no Stress-free / Hana, Takenawa no Toki (Hello Pro All Stars)